# Kirche Stürza

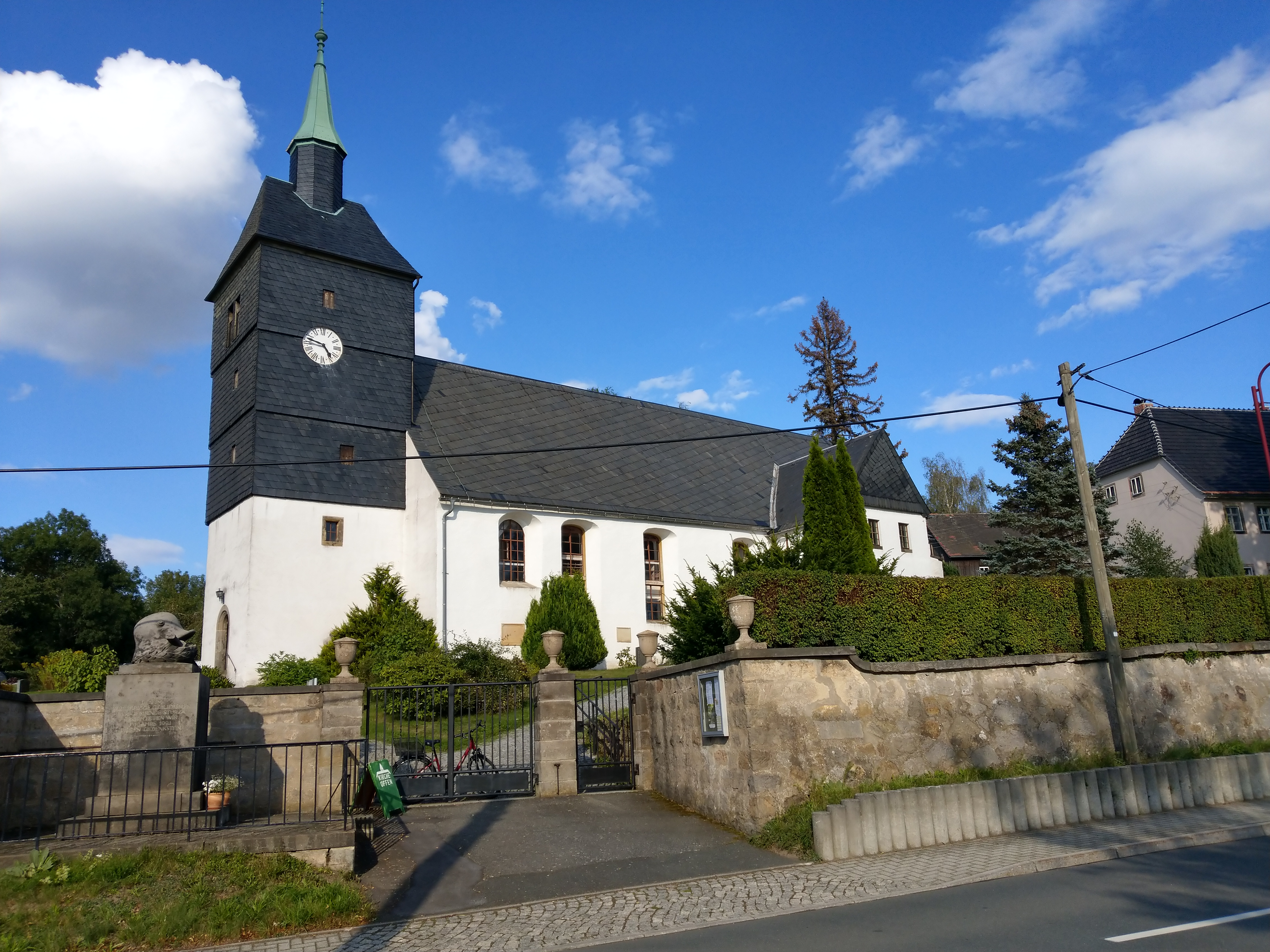
Kirche Stürza

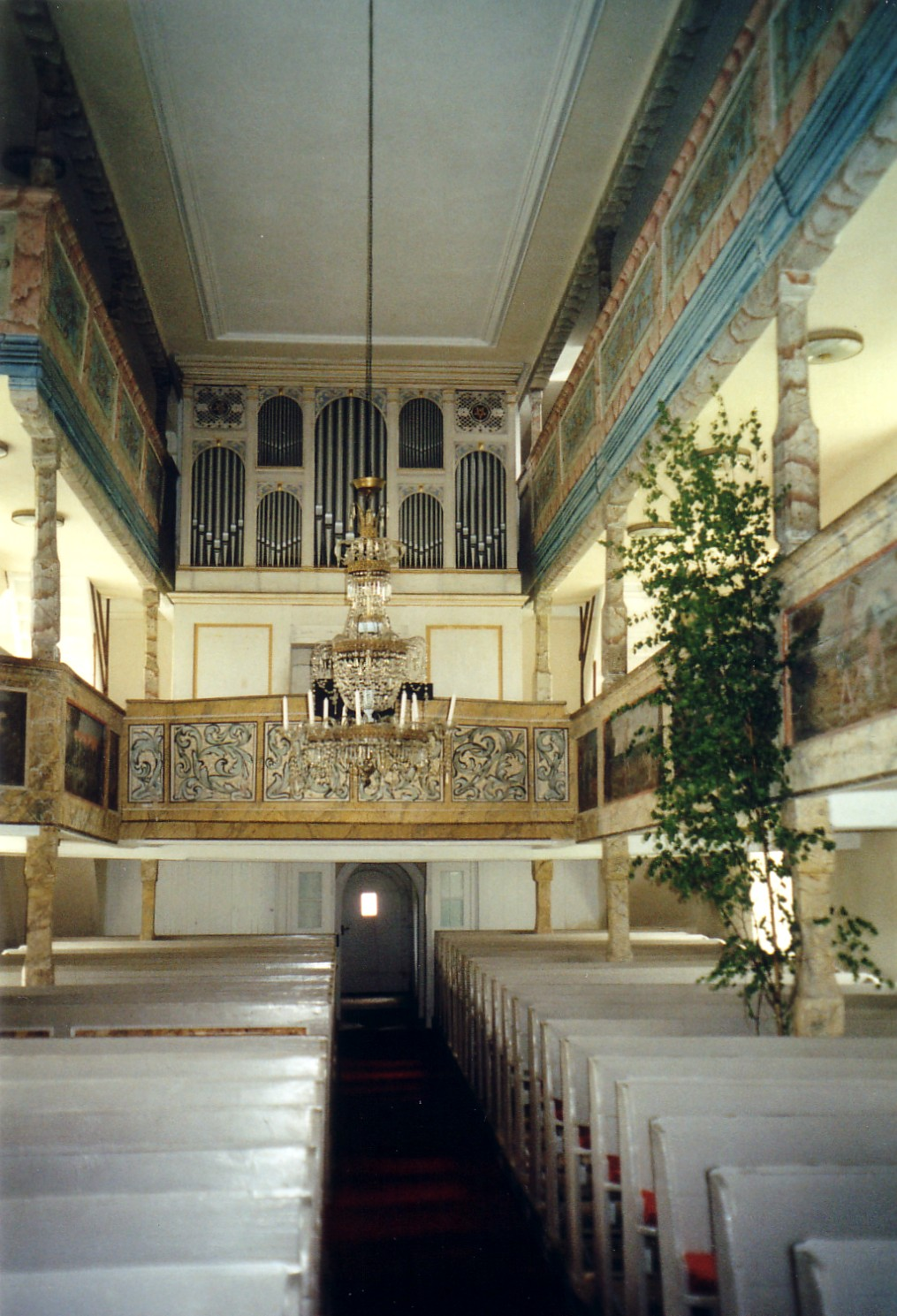
Innenansicht zur Orgel

Die evangelische Dorfkirche Stürza ist eine im Kern gotische, barockisierte Saalkirche im Ortsteil Stürza von Dürrröhrsdorf-Dittersbach im Landkreis Sächsische Schweiz-Osterzgebirge in Sachsen. Sie gehört zur Kirchengemeinde Lohmen im Kirchgemeindeverbund Oberelbe-Pirna der Evangelisch-Lutherischen Landeskirche Sachsens.

## Geschichte und Architektur
Die Kirche Stürza ist ein erstmals 1398 erwähntes Bauwerk mit spätgotischem Chor und langgestrecktem Saal, das wohl auf das 17. Jahrhundert zurückgeht. Die Kirche wurde als verputzter Bruchsteinbau mit einem von Strebepfeilern umgebenen Chor mit Dreiachtelschluss und einfachen Maßwerkfenstern ausgeführt, die anderen Fenster sind mit Korbbogen geschlossen. Ein rundbogiges, schlicht profiliertes Sandsteinportal mit kursächsischem Wappen erschließt das Bauwerk an der Südseite. An der Westseite ist ein wuchtiger, quadratischer Turm angebaut, dessen obere Hälfte verschiefert ist; der Dachreiter ist auf die Jahre 1630/31 datiert.
Im Innern ist das Bauwerk flachgedeckt. Umlaufende Emporen umgeben den Raum, an der Ost-, Nord und Südseite zweigeschossig, im Westen eingeschossig. Die unteren Emporen sind mit schlichten Darstellungen von Szenen aus dem Alten Testament des 17. Jahrhunderts, die oberen wurden im 18. Jahrhundert floral und ornamental bemalt.

## Ausstattung
Mehrere Gemälde in klassizistischer Rahmung wurden zu einem Flügelaltar zusammengestellt. Die Predella zeigt eine Darstellung des Abendmahls, das Hauptfeld die Kreuzigung, in den Flügeln Szenen aus dem Leben Christi, geschaffen in der ersten Hälfte des 17. Jahrhunderts. Die farbig gefasste Kanzel aus Holz zeigt am Kanzelkorb zwischen geschnitzten und gedrehten Säulchen Bilder der Evangelisten aus der Mitte des 17. Jahrhunderts. Der reich geschnitzte Schalldeckel ist mit 1697 bezeichnet.
Die schlichte Sandsteintaufe ist ein Werk des 17. Jahrhunderts. Die klassizistische Patronatsloge an der Südseite war einst für die Rittergutsbesitzer aus Heeselicht bestimmt und ist mit P L 1933 bezeichnet.
Die Orgel mit klassizistischem Prospekt von Wilhelm Leberecht Herbrig aus dem Jahr 1847 enthält heute ein Werk der Firma Jehmlich aus dem Jahr 1933 mit zehn Registern auf zwei Manualen und Pedal, das im Jahr 1965 von Leopold Nitzschmann überarbeitet wurde.